# John Marshall Harlan

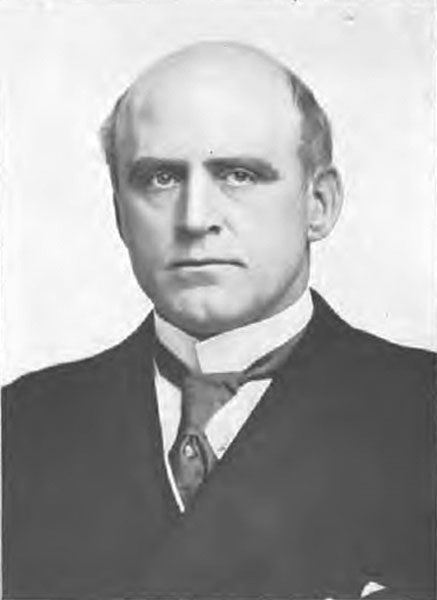
John M. Marshall

John Marshall Harlan (ur. 1 czerwca 1833, zm. 14 października 1911) – amerykański prawnik i polityk liberalny, w trakcie wojny secesyjnej dowódca pułku armii Unii, prokurator stanowy Kentucky (1863-1867), od 1877 do śmierci sędzia Sądu Najwyższego USA, 316 razy zgłaszał votum separatum m.in. jako przeciwnik segregacji rasowej.
Jego wnuk John Marshall II był sędzią Sądu Najwyższego od 1955 do 1971.